# Les Louves (roman)
Cet article concerne le roman. Pour l'article sur le film, voir Les Louves (film).
Les Louves est un roman policier français de Boileau-Narcejac, paru chez Denoël en 1955. 

## Résumé
Pendant la Seconde Guerre mondiale, Gervais Larauch et Bernard Pradalié s'évadent d'un stalag en Allemagne et regagnent la France. Avant l'entrée en gare, à Lyon, ils sautent du train, en pleine nuit. Happé par un wagon, Bernard est tué sur le coup et Gervais, responsable de la mort de sa propre femme, prend ses papiers. Il se rend ensuite chez Hélène Vanaux, la marraine de guerre de Bernard, pour lui annoncer la mort de celui avec qui elle a correspondu longtemps et qu'il avait l'intention d'épouser. Mais quand Hélène ouvre la porte, elle croit voir devant elle Bernard, et Gervais  n'a pas le cœur de la détromper. La maison d'Hélène est aussi le refuge d'Agnès, sa demi-sœur, puis de Julia, la sœur de Bernard qui feint de le reconnaître.
Ainsi, une étrange cohabitation commence. Gervais, prisonnier évadé, ne peut songer à fuir dans une France sous l'Occupation. Il craint aussi que Julia révèle un jour qu'il est un imposteur. Il se décide donc à l'informer que son frère est mort accidentellement. Elle lui révèle alors que Bernard devait hériter seul de l'énorme fortune d'un oncle et que, s'il se fait passer pour Bernard, il saura partager l'argent. De son côté, Agnès manifeste des dons de voyance et confronte Gervais en l'accusant de ne pas être celui qu'il prétend. Elle veut qu'il l'épouse. Mais Hélène n'a pas dit son dernier mot.

## Adaptations

### Au cinéma
- 1957 : Les Louves, film français réalisé par Luis Saslavsky, scénario de Luis Saslavsky et Boileau-Narcejac d'après leur roman éponyme, avec François Périer, Jeanne Moreau et Micheline Presle.

### À la télévision
- 1986 : Les Louves, téléfilm franco-britannique réalisé par Peter Duffell, d'après le roman éponyme, avec Yves Beneyton, Cherie Lunghi et Andréa Ferréol.

## Source
- Jean Tulard, Dictionnaire du roman policier : 1841-2005. Auteurs, personnages, œuvres, thèmes, collections, éditeurs, Paris, Fayard, 2005, 768 p. (ISBN 978-2-915793-51-2, OCLC 62533410), p. 434-435.